# 스캐퍼플로

스캐퍼플로 위치 지도

스캐퍼플로(Scapa Flow, /ˈskɑːpə, ˈskæpə/,  고대 노르드어  Skalpaflói '길쭉한 지협의 만')는 스코틀랜드 오크니 제도의 메인랜드, 그레임세이, 버레이, 사우스 로널드세이, 호이 섬으로 둘러싸인 수역이다. 이 잔잔한 바다는 수세기 동안 항해, 무역 및 분쟁에서 중요한 역할을 해왔다. 바이킹은 천여 년 전에 스캐퍼플로에 랑스킵을 정박했다. 이곳은 제1차 세계 대전과 제2차 세계 대전 기간 영국의 주요 해군 기지였으나 1956년에 폐쇄되었다.
제1차 세계 대전 후 독일 함대 자침 이후, 이곳의 난파선과 해양 서식지는 국제적으로 유명한 잠수 장소가 되었다.
스캐퍼플로에는 석유항인 플로타 석유 터미널이 있다. 날씨가 좋으면 이곳의 정박지 (적당한 상태의 수역)에서 석유 제품의 선박 간 환적이 이루어진다. 세계 최초의 액화천연가스(LNG) 선박 간 환적은 2007년 스캐퍼플로에서 엑셀러레이트 에너지 사가 엑스칼리버와 엑셀시어 선박 간 132,000m³의 LNG를 환적하면서 이루어졌다.

## 환경
스캐퍼플로는 깊이가 60 m를 넘지 않는 얕은 모래 바닥을 가지고 있으며 대부분의 깊이는 약 30 m이다. 이곳은 여러 해군 함대를 수용할 수 있는 충분한 공간을 가진 세계의 위대한 자연 항구이자 정박지 중 하나이다. 이 항구는 면적이 324.5 제곱킬로미터 (32,450 ha)이다.

### 중요조류지역
스캐퍼플로는 버드라이프 인터내셔널에서 중요조류지역(IBA)으로 지정되었다. 이는 겨울을 나는 검은흰죽지참새와 귀뿔논병아리, 검은부리아비, 유럽쇠가마우지, 마도요 개체군뿐만 아니라 번식하는 검은바다오리 개체군이 서식하는 지역이기 때문이다.

## 역사

### 바이킹 시대
오크니 제도에 대한 바이킹 원정은 11세기 오크니링가 사가와 이후의 문헌인 하코나르 사가 하코나르소나르에 상세히 기록되어 있다.
후자에 따르면, 노르웨이의 하콘 4세 왕은 1263년 8월 5일 세인트 마거릿 호프에 자신의 함대를 정박시켰는데, 이 함대에는 거의 300명의 병력을 실을 수 있는 기함 크라우스덴도 같이 있었다. 하콘 4세는 그곳에서 일식을 목격한 후 남쪽으로 항해하여 라그스 전투에 참여했다.
노르웨이로 돌아가는 길에 하콘은 함대 일부를 스캐퍼플로에 겨울 동안 정박시켰으나, 그해 12월 커크월의 비숍 궁전에 머무는 동안 사망했다. 15세기 오크니 제도의 노르웨이 통치 말기 이 섬은 거대한 영지 농장에서 온 얄들이 운영했는데 그 중 일부는 버레이, 버윅, 파플레이, 호이, 카이어스톤 (스트롬니스 근처)에 있어 플로의 입구를 방어했다.

### 삼왕국 전쟁
1650년 삼왕국 전쟁 동안 왕당파 장군 제임스 그레이엄, 몬트로즈 1대 후작은 스코틀랜드에서 반란을 일으키기 위한 준비로 자신의 배인 헤르데린난을 스캐퍼플로에 정박시켰다. 이 시도는 카비스데일 전투에서 실패와 패주로 끝났다.

### 제1차 세계 대전

#### 영국 대함대 기지
역사적으로 주요 영국 해군 기지는 네덜란드 공화국, 프랑스, 스페인 등 대륙 해군 세력에 대항하기 위해 영국 해협 근처에 있었다.
1904년, 독일 제국 해군의 대양함대 증강에 대응하여, 영국은 '근접' 봉쇄 대신 '원거리' 봉쇄의 개정된 정책의 일환으로 북해 입구를 통제하기 위한 북부 기지가 필요하다고 결정했다. 처음에는 파이프의 로사이스가 고려되었고, 그 다음에는 크로마티 퍼스의 인버고든이 고려되었다. 건설 지연으로 인해 이들 지역은 제1차 세계 대전 발발 당시에도 거의 요새화되지 않았다. 스캐퍼플로는 전쟁 전 수년 동안 영국군의 훈련에 여러 차례 사용되었으며, 함대가 북부 기지로 이동할 때 요새화되지 않은 상태로 영국 대함대의 주요 기지로 선택되었다.
대함대 제독 존 젤리코는 스캐퍼플로에 대한 잠수함이나 구축함 공격 가능성에 대해 끊임없이 불안해했다. 함대가 전쟁 첫 해의 대부분을 영국 제도 서해안을 순찰하며 보낸 반면, 스캐퍼플로의 기지는 방어적으로 강화되었는데, 잠수함 그물과 붐의 사용을 가능하게 하기 위해 남쪽 섬 사이의 많은 입구 수로에 60척 이상의 블록십을 침몰시키는 것으로 시작되었다. 이 차단된 접근로는 기뢰, 포병, 콘크리트 장벽으로 보강되었다.
전쟁 중 독일 U보트에 의해 항구에 진입하려는 두 차례의 시도가 있었으나 모두 성공하지 못했다.
1. U-18은 1914년 11월에 진입을 시도했다. 잠수함을 수색하던 트롤선이 U-18을 들이받아 누수가 발생하여 도주와 부상을 유발했고, 승무원 한 명이 사망했다.
2. UB-116은 1918년 10월에 침투를 시도했으나 당시 설치되어 있던 정교한 방어 시설에 부딪혔다. 정박지에 진입하기 전에 수중 청음기에 탐지되어, 육상에서 폭발시킨 기뢰 공격으로 파괴되었으며, 승무원 36명 전원이 사망했다.[7]

유틀란트 해전 이후, 독일 대양함대는 빌헬름스하펜과 킬에 있는 기지를 거의 벗어나지 않았으며, 전쟁 마지막 2년 동안 영국 함대는 해상에서 압도적인 우위를 가지고 있는 것으로 간주되어 일부 함대 구성 요소는 일등 로사이스 조선소로 남하했다.

#### 독일 함대 자침
독일의 패배 이후, 독일 황립해군 대양함대 소속 함정 74척은 평화 베르사유 조약에 따라 미래가 결정될 때까지 스캐퍼플로의 거터 사운드에 억류되었다.
1919년 6월 21일, 7개월간의 기다림 끝에 독일 해군 제독 루트비히 폰 로이터는 협상 기간이 만료되고 합의에 대한 소식이 없자 함대를 자침시키기로 결정했다. 그는 세부 사항을 확정하기 위해 마지막 순간에 연장이 있었다는 사실을 통보받지 못했다.
영국 함대의 대부분이 훈련을 위해 떠나기를 기다린 후, 로이터는 함대가 영국군 손에 넘어가는 것을 막기 위해 함선을 자침시키라는 명령을 내렸다. 영국 해군은 함선에 올라타 침몰을 막기 위해 필사적인 노력을 기울였지만, 독일 승무원은 몇 달 동안 빈둥거리며 명령에 대비하여 격벽 문을 열어두고, 취약한 부분에 폭약을 설치하며, 중요한 열쇠와 도구를 조용히 바다에 버려 밸브를 잠글 수 없도록 준비했다.
영국 해군은 전함 바덴, 경순양함 엠덴, 뉘른베르크, 프랑크푸르트, 구축함 18척을 좌초시키는 데 성공했지만, 대양함대의 대부분인 53척은 침몰했다. 이 함선 중 일부에서는 영국군이 함선을 자침시키려 할 때 발포하여 9명의 독일 수병이 사망했는데, 이는 전쟁의 마지막 사상자였다고 알려져 있다.
SMS 엠덴1916 (6)은 영국이 좌초시킨 함선 중 하나였다. 이 엠덴은 1914년 11월 9일 호주 경순양함 HMAS 시드니의 공격으로 코코스 전투에서 파괴된 그 이전 함선과 혼동해서는 안 된다.
현재 최소 7척의 자침된 독일 함선과 일부 침몰한 영국 함선은 다이버가 방문할 수 있다.

### 인양 작전
많은 대형 함선이 뒤집히거나 옆으로 누워 비교적 깊은 물(25~45 m)에 가라앉았지만, 전함 몰트케를 포함한 일부 함선은 상부 구조물의 일부나 뒤집힌 선수 부분이 여전히 물 밖으로 튀어나와 있거나 수면 바로 아래에 남아 있었다.
이러한 함선은 항해에 심각한 위험을 초래했다. 작은 배, 트롤선, 드리프터선은 조수의 오르내림에 따라 정기적으로 이 함선에 걸렸다. 해군성은 처음에는 인양 시도가 없을 것이며, 침몰한 선체는 '쉬면서 녹슬도록' 그대로 둘 것이라고 발표했다. 전쟁 후 첫 몇 년 동안에는 엄청난 양의 남은 탱크, 포병 및 탄약으로 인해 풍부한 고철이 있었다. 1920년대 초에는 상황이 바뀌었다.
1922년, 해군성은 침몰한 선박의 인양에 관심 있는 당사자로부터 입찰을 받았는데, 당시에는 깊이 가라앉은 난파선을 인양하는 것이 가능하다고 믿는 사람은 거의 없었다. 계약은 부유한 엔지니어이자 고철 상인인 어니스트 콕스에게 돌아갔고, 그는 이 사업을 위해 Cox & Danks Ltd의 새로운 회사를 설립하여 역사상 가장 위대한 해양 인양 작전이라고 불리는 작업을 시작했다.
다음 8년 동안 콕스와 그의 잠수사, 엔지니어, 노동자들은 침몰한 함대를 인양하는 복잡한 작업에 참여했다. 먼저 비교적 작은 구축함들은 폰툰과 부유식 도크를 사용하여 수면으로 끌어올려 인양 작업을 위한 자금 조달에 도움을 주기 위해 고철로 판매되었고, 그 다음에는 더 큰 전함과 순양전함이 인양되었다. 난파선의 여러 구멍을 밀봉하고 선체에 물 위로 튀어나온 긴 강철 튜브를 용접하여 에어록으로 사용했다. 이런 식으로 잠수된 선체는 기밀실이 되었고 압축 공기로 여전히 뒤집힌 채 수면으로 다시 인양되었다.
콕스는 불운과 잦은 격렬한 폭풍우를 겪었는데, 이는 종종 그의 작업을 망치고 방금 인양된 배들을 물에 잠기게 하고 다시 가라앉혔다. 한때, 1926년 영국 총파업 동안 인양 작업은 많은 급수 펌프와 발전기 보일러에 연료를 공급할 석탄 부족으로 중단될 위기에 처했다. 콕스는 침몰했으나 (부분적으로만 잠수된) 순양전함 자이틀리츠의 풍부한 연료 벙커를 부수어 기계식 크레인으로 석탄을 추출하도록 명령하여 작업이 계속될 수 있었다.
궁극적으로 계약에서 손실을 보았음에도 불구하고 콕스는 상황이 요구하는 대로 새로운 기술과 방법을 사용하며 계속 진행했다. 1939년까지 콕스와 Metal Industries Ltd. (1932년에 그가 매각했던 회사)는 자침된 함선 52척 중 45척을 성공적으로 인양했다. 마지막으로 거대한 데르플링거는 제2차 세계 대전이 시작되면서 작업이 중단되기 직전 45미터라는 기록적인 깊이에서 인양되어 로사이스로 예인되어 1946년에 해체되었다.
인양 작업 중 전함 그로서 쿠르퓌르스트에서 회수된 모스 키는 파이프 박물관에 전시되어 있다.

### 제2차 세계 대전

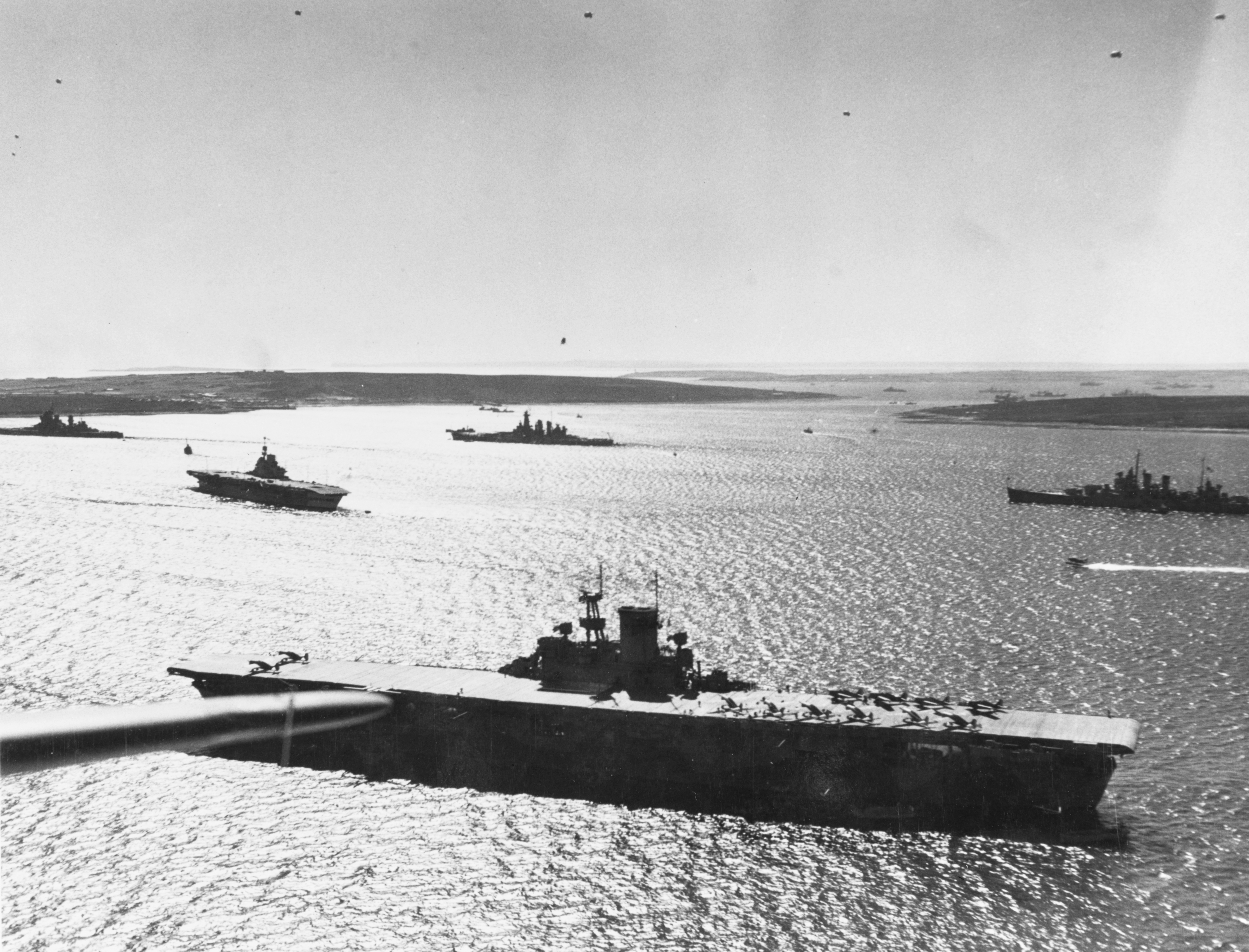
1942년 4월 스캐퍼플로의 USS 와스프 (CV-7)와 다른 전함

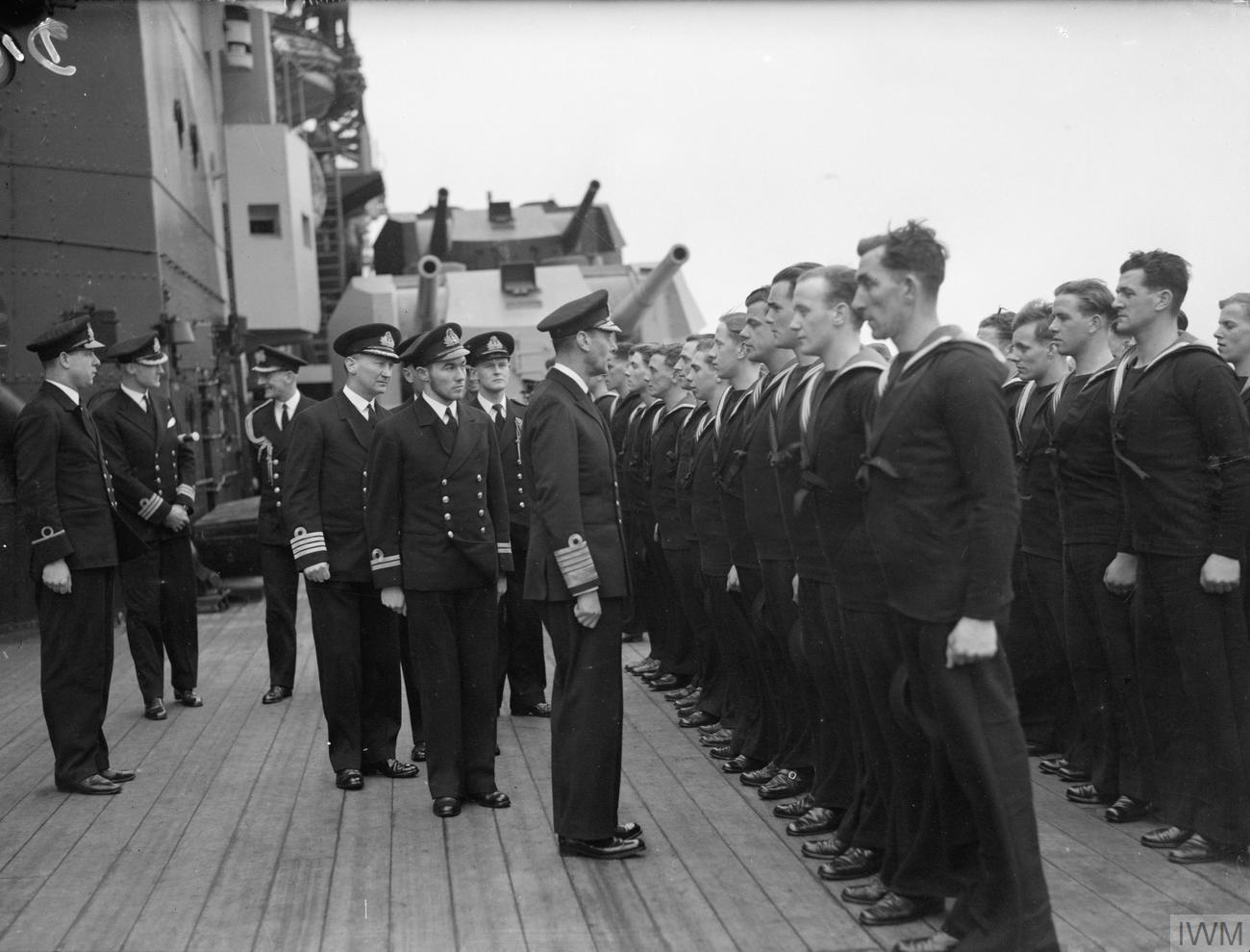
조지 6세가 1943년 3월 스캐퍼플로에 기반을 둔 본국 함대를 방문했다.

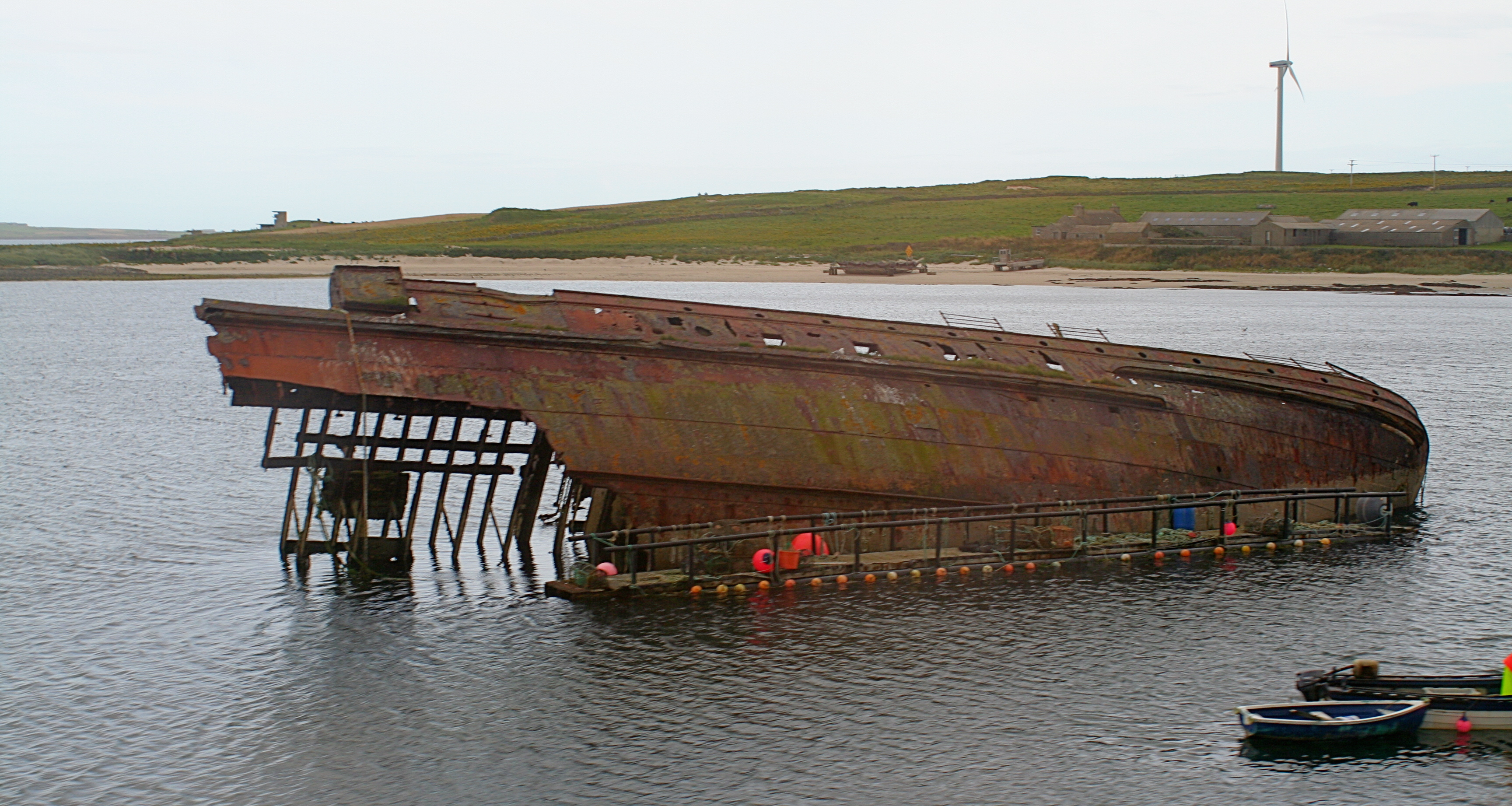
스캐퍼플로의 블록십

주로 독일 비행장과의 거리가 멀기 때문에 스캐퍼플로는 제2차 세계 대전 동안 다시 영국의 주요 해군 기지로 선택되었다.
제1차 세계 대전 동안 건설된 강력한 방어 시설은 제대로 관리되지 않아 황폐해졌다. 공습 방어가 불충분했고, U보트가 침투하는 것을 막기 위해 침몰시켰던 블록십은 대부분 무너졌다. 세 개의 주요 입구에는 대잠수함 그물이 설치되어 있었지만 단일 가닥의 고리형 와이어로만 만들어졌고, 이전에 이용 가능했던 순찰 구축함과 다른 대잠수함 선박도 심각하게 부족했다. 평시의 방치된 상태를 복구하려는 노력이 뒤늦게 시작되었지만, 적군의 성공적인 침투를 막을 만큼 제때 완료되지 못했다.
1939년 10월 14일, 귄터 프린의 지휘 아래 U-47은 스캐퍼플로에 침투하여 스캐퍼 만에 정박해 있던 제1차 세계 대전 시대의 전함 HMS 로얄 오크을 격침시켰다. 첫 어뢰 일제 사격을 가한 후 잠수함은 탈출하기 위해 방향을 돌렸으나, 수상 함정의 즉각적인 위협이 없다는 것을 깨닫고 다시 공격을 감행했다. 두 번째 어뢰 일제 사격은 로열 오크함에 30-피트 (9.1 m) 크기의 구멍을 뚫어 침수되고 빠르게 전복되었다. 승무원 1,400명 중 833명이 실종되었다. 이 난파선은 현재 보호 전쟁묘지이다. 존 건터는 1939년 12월 이 공격을 "지금까지 전쟁에서 가장 놀라운 단일 업적"이라고 불렀다.
잠수함 공격 3일 후인 10월 17일, 루프트바페 융커스 Ju 88 폭격기 4대가 하우프트만 프리츠 된히가 이끄는 Kampfgeschwader 1/30 소속으로 스캐퍼플로를 공습했는데, 이는 전쟁 중 영국에 대한 최초의 폭격 공격 중 하나였다. 이 공격으로 오래된 기지선인 퇴역 전함 HMS 아이언 듀크가 심하게 손상되어 예인선에 의해 오어 만에 좌초되었다. 한 명이 사망하고 25명이 부상당했다. 폭격기 중 한 대는 호이에 있는 226 중대공포대 1번 포에 의해 격추되었다. 승무원 3명은 사망했고, 무전병 프리츠 암브로시우스는 심한 화상을 입었지만 낙하산으로 탈출할 수 있었다.
새로운 블록십이 침몰되고, 주요 입구에는 방책과 기뢰가 설치되었으며, 주요 지점에는 해안 방어 및 대공포대가 설치되었다. 윈스턴 처칠은 스캐퍼플로의 동쪽 접근로를 막기 위한 일련의 둑길 건설을 명령했다. 이 둑길은 오크니에 억류된 이탈리아 전쟁 포로들이 건설했는데, 이들은 이탈리아 예배당도 지었다. 이 "처칠 방벽"은 이제 본토에서 버레이와 사우스 로널드세이로 가는 도로 접근을 제공하지만, 해상 교통은 차단한다. 비행장인 RAF 그림세터 (나중에 HMS 로빈이 됨)는 1940년에 건설되어 가동되었다.

## 오늘날

### 석유 산업에서의 사용

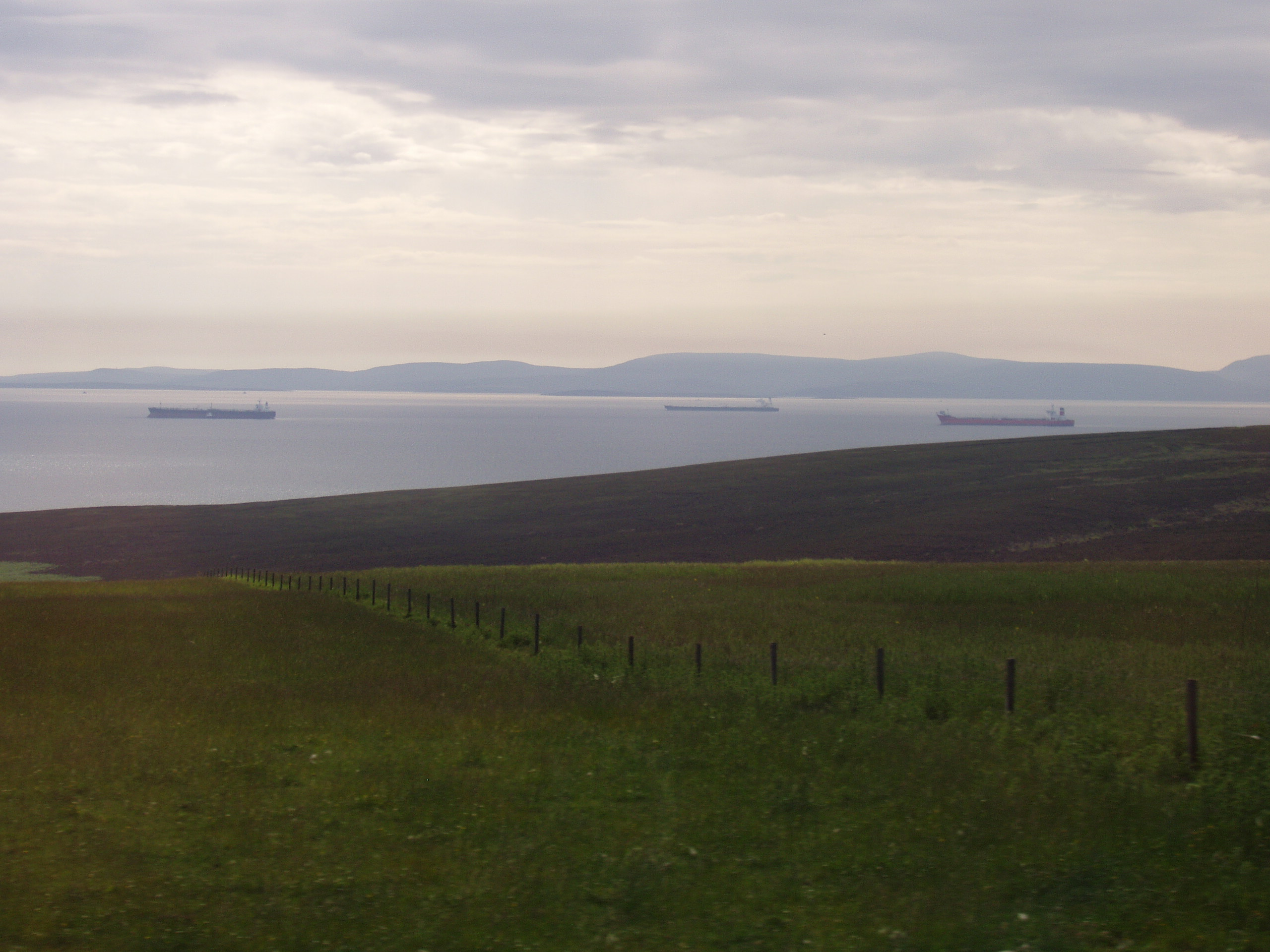
석유 운반선들이 스캐퍼플로에 정박하여 대기 중이다. 북해에 비해 잔잔한 바다는 플로타 석유 터미널에 안전한 항구를 제공한다.

스캐퍼플로는 북해유전의 환적 및 처리 지점 중 하나이다. 직경 30 인치 (76 cm)이고 길이가 128 마일 (206 km)인 해저 파이프라인이 파이퍼 유전에서 플로타 석유 터미널로 석유를 운송한다. 클레이모어 유전과 타르탄 유전도 이 라인으로 연결된다.

### 스캐퍼플로 방문자 센터

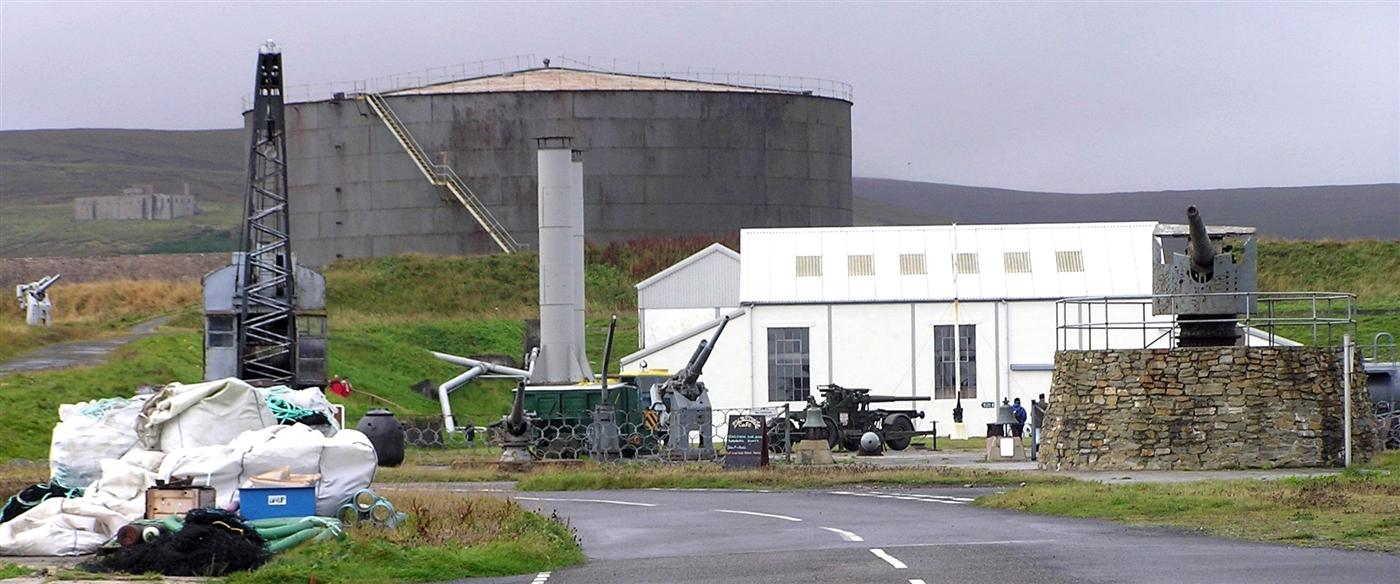
스캐퍼플로 방문자 센터, 호이

스캐퍼플로 방문자 센터는 오크니에서 두 번째로 큰 섬인 호이(Háey, 높은 섬이라는 뜻)의 라이네스에 있다. 본토의 후턴에서 아침부터 저녁까지 페리가 운행된다.
방문자 센터는 개조된 해군 연료 펌프 스테이션과 저장 탱크를 사용하며, 그 옆에는 둥근 돌로 지어진 포대와 포, 그리고 다른 퇴역된 무기들이 있다. 이곳에는 섬, 스캐퍼플로, 그리고 독일 전함의 대형 모형이 전시되어 있다.
스카치 위스키 증류소인 스카파 증류소가 해안에 있다.

## 스쿠버 다이빙
독일 함대의 나머지 7척의 난파선 (및 블록십과 같은 다른 장소)은 레크리에이션 스쿠버 다이빙 장소로 점점 더 인기를 얻고 있으며, 영국, 유럽, 심지어 전 세계의 주요 다이빙 장소 중 하나로 다이빙 잡지와 인터넷 포럼에 정기적으로 등재된다. 태평양 지역과 같은 다른 장소는 더 따뜻한 물과 더 좋은 시야를 제공하지만, 이처럼 많은 수의 크고 역사적인 난파선이 서로 가까이 있고 얕고 비교적 온화한 다이빙 조건에서 발견되는 곳은 거의 없다. 2010년 현재, 최소 12척의 "라이브 어보드" 보트 (대부분 개조된 트롤선으로, 이전 화물칸에 침실이 있음)가 스트롬니스 주요 항구에서 주로 레크리에이션 다이버들을 주요 장소로 데려간다. 다이빙은 지역 경제에 상당한 양의 거래와 수입을 제공한다.
다이버는 먼저 섬 항만 당국으로부터 허가를 받아야 하며, 이 허가는 다이빙 샵과 센터를 통해 얻을 수 있다. 난파선은 대부분 35에서 50미터 깊이에 있다. 다이버는 난파선에 진입할 수 있지만, 난파선 100미터 이내에 있는 유물을 회수하는 것은 허용되지 않는다. 그러나 시간과 조류에 의해 파손된 선박의 도자기 조각과 유리병이 얕은 물과 해변으로 쓸려나왔다. 2에서 20미터 사이로 변동될 수 있는 수중 시야는 대부분의 난파선 전체 길이를 한 번에 볼 수 있을 만큼 충분하지 않다. 그러나 현재 기술은 난파선의 3D 이미지를 볼 수 있게 한다.
주요 난파선은 다음과 같다:

### 독일 전함
쾨니히급급의 세 자매 전함인 SMS 쾨니히, SMS 크론프린츠, SMS 마르크그라프는 덴마크 유틀란트 해안에서 멀리 떨어진 유틀란트 해전 (1916년 5월 31일~6월 1일)에서 격렬한 전투에 참여한 3함대 전함 부대의 주요 구성 요소였으며, 이들의 뒤집힌 선체는 약 25m 깊이에 있다. 인양되지 않은 채 점진적으로 인양되었다: 장갑판은 폭파되었고 비철금속은 제거되었다. 이 재료 중 일부는 1945년부터 1963년까지 대기 중에서 폭발된 핵무기로 인해 대기에 방출된 방사능에 노출되지 않았기 때문에 특수 용도로 얻어졌을 수 있다. 따라서 낙진으로 인해 더 방사능 오염이 되지 않았다. 또한 이들은 주로 깊이 때문에 높은 평가를 받는 다이빙 장소이기도 하다.

### 독일 경순양함
경순양함 SMS 드레스덴, SMS 카를스루에, SMS 브루머, SMS 쾰른은 낮은 전투 상부를 가지고 있으며, 옆으로 누워 수면에서 약 16-20미터 깊이에 있다. 이들은 다이버가 접근하기 더 쉽고, 가장 얕은 칼스루에를 제외하고는 전함보다 덜 인양되었다 (귀중한 재료가 덜 제거되었다).

### 기타 선박
다른 흥미로운 장소로는 구축함 SMS V83이 있다. 이 구축함은 콕스가 인양 작업, 특히 SMS 힌덴부르크 인양 중에 작업선으로 사용한 후 버려졌다. 또한 버라 해협의 타바르카, 고베르나도르 보리에스, 도일과 같은 처칠 블록십, U보트 SM UB-116, 그리고 트롤선 제임스 배리도 있다. 또한 인양된 많은 선체 (예: 뒤집힐 때 떨어져 나간 주포탑)의 일부 대형 물품은 인양되지 않았으며, 자침된 선박이 파낸 충돌 분화구 근처 해저에 여전히 남아 있다.

### 전쟁묘지 난파선
전함 로열 오크과 뱅가드 (후자는 제1차 세계 대전 중 정박 중에 폭발했다)의 난파선은 1986년 군사 유해 보호법에 따라 통제 구역으로 지정된 전쟁묘지이다. 영국군 다이버만 이 난파선을 방문할 수 있다.

## 갤러리

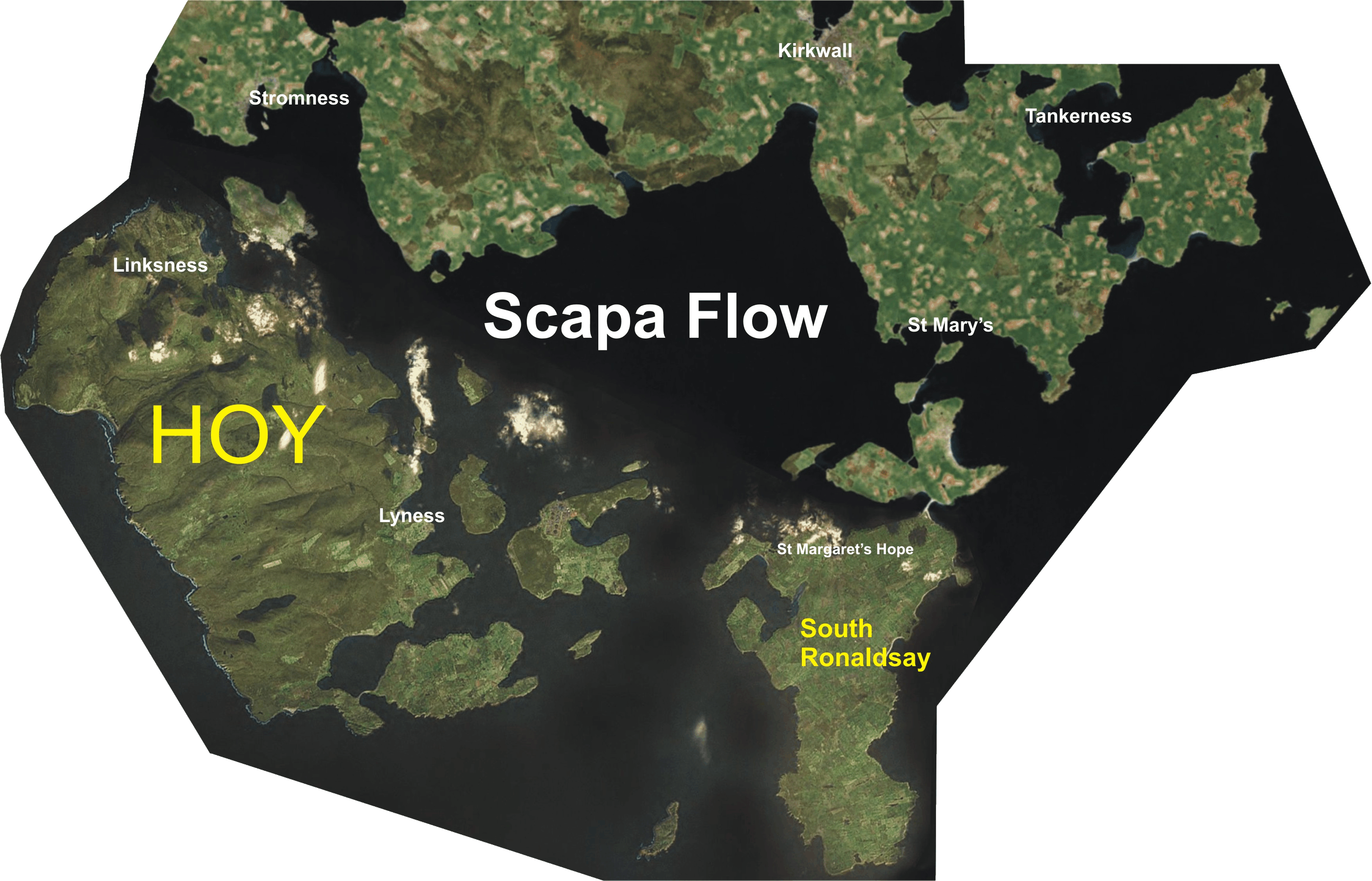
스캐퍼플로의 항공 사진
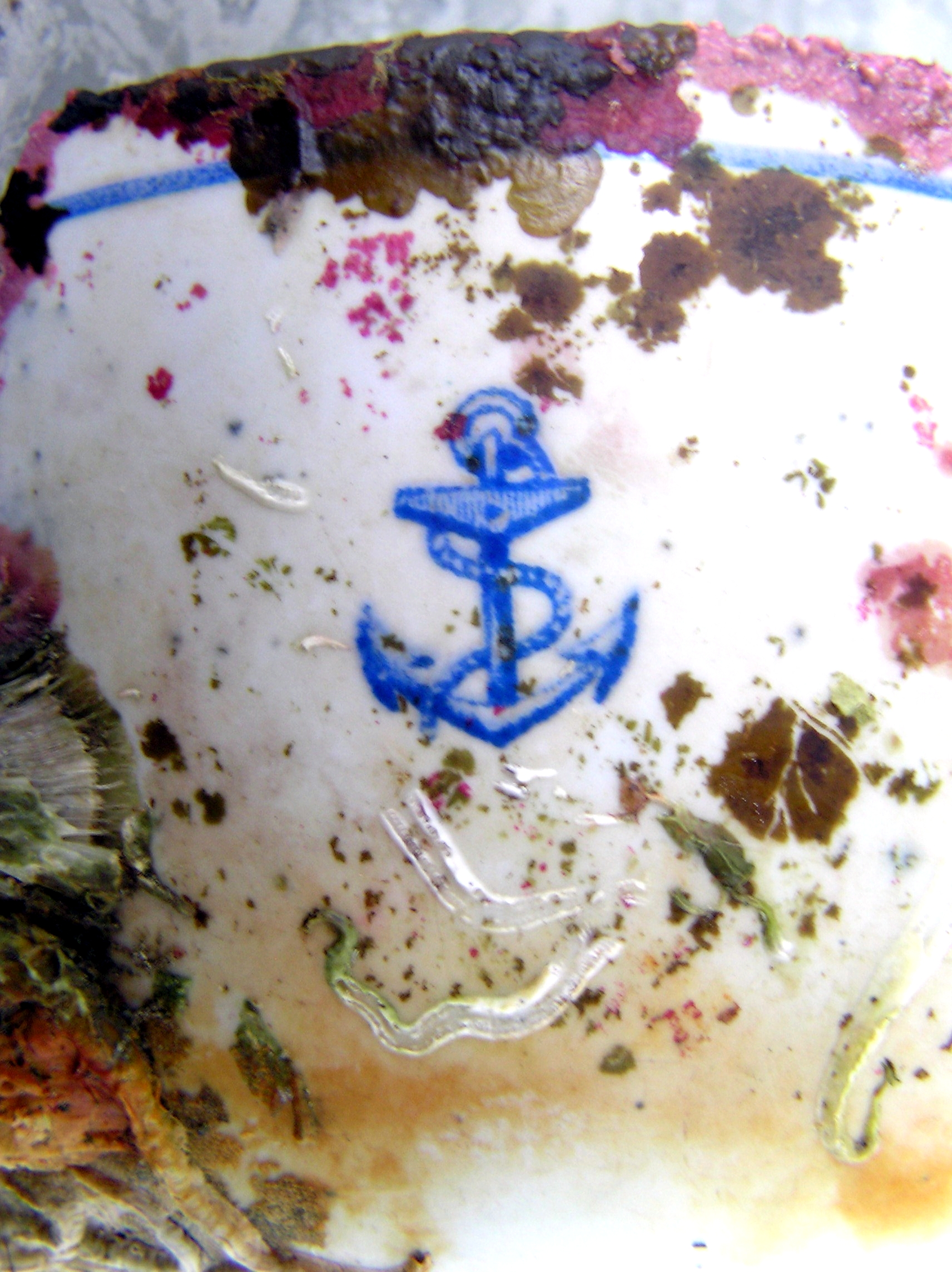
깨진 영국 해군 찻잔 조각
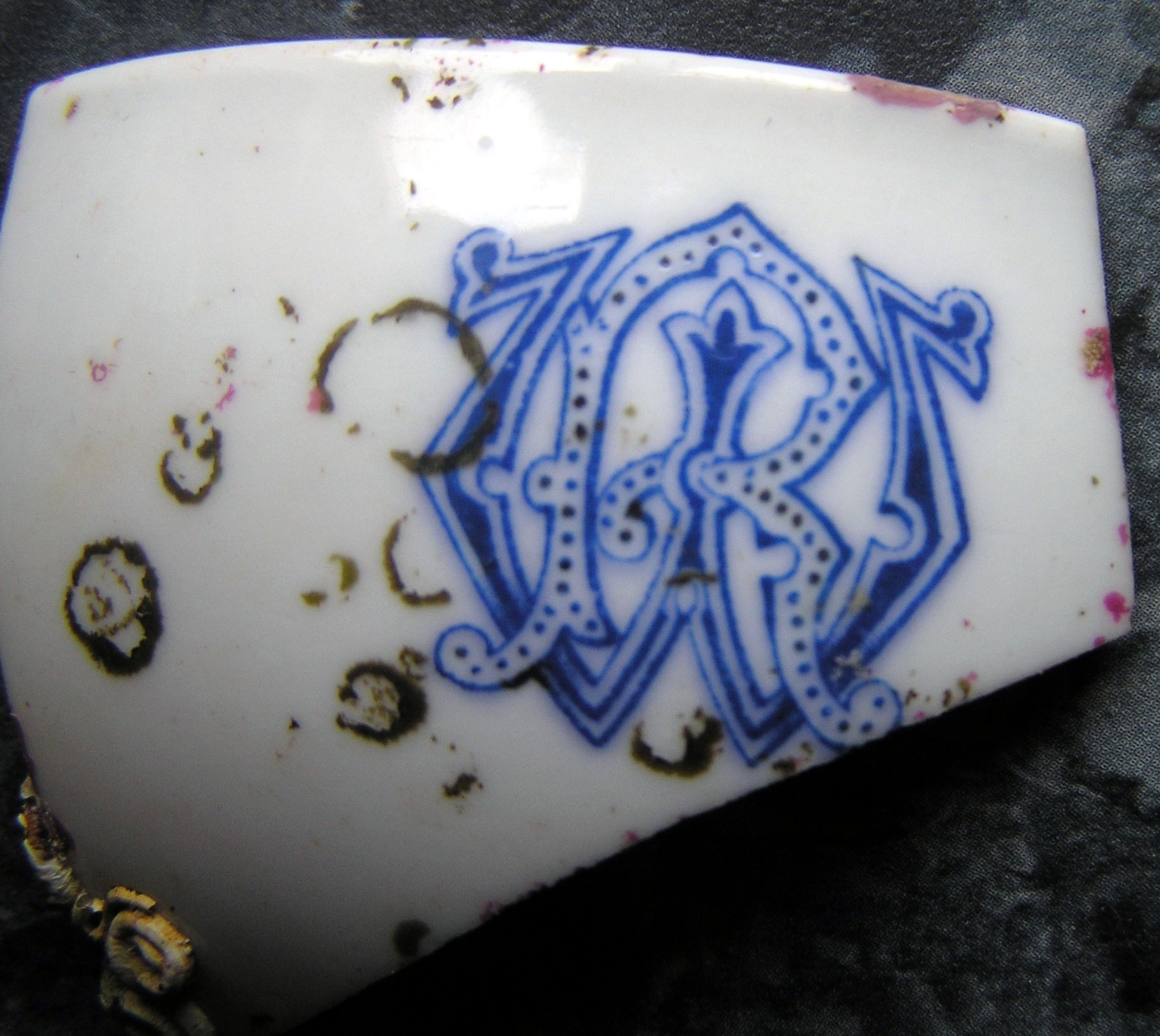
깨진 독일 해군 찻잔 조각

## 같이 보기
- 글림스 홀름
- 램 홀름
- 네스 배터리
- 스캐퍼
- 가장 깊은 자연 항구 목록

## 참고 문헌
- George, S. C. (1981). 《Jutland to Junkyard》. 에든버러: Paul Harris Publishing. ISBN 0-86228-029-X. 대양함대 자침에 대해 설명한다.
- Thomson, William P. L. (2008). The New History of Orkney. Edinburgh: Birlinn. ISBN 978-1-84158-696-0.
- Wood, Lawson (2007). 《Scapa Flow Dive Guide》. AquaPress Publishing. ISBN 978-1-905492-04-6. 스캐퍼플로의 난파선과 암초 다이빙에 대한 포괄적인 가이드.

## 추가 자료
- Booth, Tony. Cox's Navy: Salvaging the German High Seas Fleet at Scapa Flow 1924–1931. Barnsley: Pen & Sword Maritime, 2005. ISBN 978-1-8441-5181-3
- Brown, Malcolm & Patricia Meehan. Scapa Flow. London: Pan Books, 2002. ISBN 1-4050-0785-0.
- Konstam, Angus. Scapa Flow: The Defences of Britain's Great Fleet Anchorage 1914–45. Oxford: Osprey Publishing, 2009. ISBN 978-1-8460-3366-7
- Dive Scapa Flow by 로드 맥도날드. Whittles Publishing ISBN 978-184995-290-3